# Manuel Luís Vieira
Manuel Luís Vieira (Funchal, 21 de junho de 1885 — Lisboa, 23 de agosto de 1952) foi um cineasta e diretor de fotografia português, importante nome do cinema mudo.

## Biografia
Fundou na Madeira a Empresa Cinegráfica Atlântida que entre 1919 e 1930 realizou dezenas de filmes, entre pequenos documentários, newsflashes e ainda duas longas metragens de ficção, "A calúnia" e "O fauno das montanhas", um dos primeiros filmes do cinema fantástico português. 
Em 2013, a APCA - Agência de Promoção da Cultura Atlântica em conjunto com a editora Die4Films publicou uma biografia de Manuel Luis Vieira intitulado "A vertigem do mudo ao sonoro", escrito por Viale Moutinho. 